# Islandia na Letnich Igrzyskach Olimpijskich 1988
Islandię na Letnich Igrzyskach Olimpijskich 1988 reprezentowało 32 zawodników: 28 mężczyzn i 4 kobiety. Był to 13. start reprezentacji Islandii na letnich igrzyskach olimpijskich.

## Skład reprezentacji

### Judo

#### Mężczyźni
| Zawodnik           | Konkurencja    | 1/16 finału      | 1/8 finału                                      | Ćwierćfinały     | Półfinały        | Repasaże o brązowy medal              | Repasaże o brązowy medal | Repasaże o brązowy medal | Finał            | Pozycja  | Źródło |
| Zawodnik           | Konkurencja    | 1/16 finału      | 1/8 finału                                      | Ćwierćfinały     | Półfinały        | Runda 1.                              | Runda 2.                 | Runda 3.                 | Finał            | Pozycja  | Źródło |
| Zawodnik           | Konkurencja    | Przeciwnik Wynik | Przeciwnik Wynik                                | Przeciwnik Wynik | Przeciwnik Wynik | Przeciwnik Wynik                      | Przeciwnik Wynik         | Przeciwnik Wynik         | Przeciwnik Wynik | Pozycja  | Źródło |
| ------------------ | -------------- | ---------------- | ----------------------------------------------- | ---------------- | ---------------- | ------------------------------------- | ------------------------ | ------------------------ | ---------------- | -------- | ------ |
| Bjarni Friðriksson | Waga półciężka | BYE              | Aurélio Miguel Porażka przez koka               | NQ               | NQ               | Dennis Stewart Porażka przez waza-ari | NQ                       | NQ                       | NQ               | 9.       | [ 1 ]  |
| Sigurður Bergmann  | Waga ciężka    | BYE              | Muhammad Ali Raszwan Porażka przez ippon (1:54) | NQ               | NQ               | NQ                                    | NQ                       | NQ                       | NQ               | 13.- 18. | [ 2 ]  |

### Lekkoatletyka

#### Konkurencje biegowe

##### Kobiety
| Zawodniczka          | Konkurencja                | Eliminacje | Eliminacje | Półfinały | Półfinały | Finał | Finał   | Źródło |
| Zawodniczka          | Konkurencja                | Czas       | Pozycja    | Czas      | Pozycja   | Czas  | Pozycja | Źródło |
| -------------------- | -------------------------- | ---------- | ---------- | --------- | --------- | ----- | ------- | ------ |
| Helga Halldórsdóttir | Bieg na 400 m przez płotki | 58.99      | 6.         | NQ        | NQ        | NQ    | NQ      | [ 3 ]  |

#### Konkurencje techniczne

##### Mężczyźni
| Zawodnik              | Konkurencja    | Eliminacje         | Eliminacje         | Finał | Finał   | Źródło |
| Zawodnik              | Konkurencja    | Czas               | Pozycja            | Czas  | Pozycja | Źródło |
| --------------------- | -------------- | ------------------ | ------------------ | ----- | ------- | ------ |
| Pétur Guðmundsson     | Pchnięcie kulą | 19,21 m            | 14.                | NQ    | NQ      | [ 4 ]  |
| Vésteinn Hafsteinsson | Rzut dyskiem   | 58,94 m            | 19.                | NQ    | NQ      | [ 5 ]  |
| Eggert Bogason        | Rzut dyskiem   | Nie zaliczył próby | Nie zaliczył próby | NQ    | NQ      | [ 5 ]  |
| Einar Vilhjálmsson    | Rzut oszczepem | 78,92 m            | 13.                | NQ    | NQ      | [ 6 ]  |
| Siggi Einarsson       | Rzut oszczepem | 75,52 m            | 27.                | NQ    | NQ      | [ 6 ]  |

##### Kobiety
| Zawodnik       | Konkurencja    | Eliminacje | Eliminacje | Finał | Finał   | Źródło |
| Zawodnik       | Konkurencja    | Czas       | Pozycja    | Czas  | Pozycja | Źródło |
| -------------- | -------------- | ---------- | ---------- | ----- | ------- | ------ |
| Iris Grönfeldt | Rzut oszczepem | 54,28 m    | 26.        | NQ    | NQ      | [ 7 ]  |

### Piłka ręczna
| Zawodnik         | Faza grupowa     | Faza grupowa     | Faza grupowa     | Faza grupowa       | Faza grupowa     | Faza grupowa                       | Faza grupowa | Mecze o 7. miejsce | Pozycja | Źródło |
| Zawodnik         | Przeciwnik Wynik | Przeciwnik Wynik | Przeciwnik Wynik | Przeciwnik Wynik   | Przeciwnik Wynik | Punkty Bilans meczów Bilans bramek | Pozycja      | Przeciwnik Wynik   | Pozycja | Źródło |
| ---------------- | ---------------- | ---------------- | ---------------- | ------------------ | ---------------- | ---------------------------------- | ------------ | ------------------ | ------- | ------ |
| drużyna mężczyzn | Z 22-15          | Algieria Z 22-16 | Szwecja P 14-20  | Jugosławia R 19-19 | ZSRR P 19-32     | 5 pkt 2-1-2 96-102                 | 4.           | NRD P 29-31 pd.    | 8.      | [ 8 ]  |

#### Skład
Trener: Bogdan Kowalczyk
- Alfreð Gíslason
- Atli Hilmarsson
- Bjarki Sigurðsson
- Brynjar Kvaran
- Einar Þorvarðarson
- Geir Sveinsson
- Guðmundur Guðmundsson
- Guðmundur Hrafnkelsson
- Jakob Sigurðsson
- Karl Þráinsson
- Kristján Arason
- Páll Ólafsson
- Sigurður Gunnarsson
- Sigurður Sveinsson
- Þorgils Mathiesen

#### Mecze
| Faza                  | Data             | Przeciwnik        | Wynik                    | Bramki dla Islandii |
| --------------------- | ---------------- | ----------------- | ------------------------ | --- |
| Pierwsza faza grupowa | 20 września 1988 | Stany Zjednoczone | 22-15 (8-8)              | K. Arason – 8 Þ. Mathiesen – 7 G. Guðmundsson – 4 B. Sigurðsson – 1 S. Gunnarsson – 1 A. Gíslason – 1                                   |
| Pierwsza faza grupowa | 22 września 1988 | Algieria          | 22-16 (11-8)             | K. Arason – 8 S. Gunnarsson – 5 Þ. Mathiesen – 3 B. Sigurðsson – 3 A. Hilmarsson – 3                                                    |
| Pierwsza faza grupowa | 24 września 1988 | Szwecja           | 20-14 (12-6)             | A. Gíslason – 3 K. Arason – 3 A. Hilmarsson – 3 S. Gunnarsson – 2 G. Sveinsson – 2 Þ. Mathiesen – 1                                     |
| Pierwsza faza grupowa | 26 września 1988 | Jugosławia        | 19-19 (8-10)             | K. Þráinsson – 5 A. Gíslason – 5 K. Arason – 3 Þ. Mathiesen – 2 A. Hilmarsson – 2 J. Sigurðsson – 1 G. Guðmundsson – 1                  |
| Pierwsza faza grupowa | 28 września 1988 | ZSRR              | 19-32 (8-5)              | A. Gíslason – 6 G. Sveinsson – 3 S. Gunnarsson – 2 G. Guðmundsson – 2 K. Arason – 2 S. Sveinsson – 2 Þ. Mathiesen – 1 A. Hilmarsson – 1 |
| Mecz o 7. miejsce     | 30 września 1988 | NRD               | 29-31 pd. (13-12, 23-23) | K. Arason – 9 Þ. Mathiesen – 8 G. Guðmundsson – 4 A. Hilmarsson – 4 S. Gunnarsson – 2 A. Gíslason – 1 G. Sveinsson – 1                  |

### Pływanie

#### Mężczyźni
| Zawodnik              | Konkurencja              | Eliminacje | Eliminacje | Finał B | Finał B | Finał A | Finał A | Źródło |
| Zawodnik              | Konkurencja              | Czas       | Pozycja    | Czas    | Pozycja | Czas    | Pozycja | Źródło |
| --------------------- | ------------------------ | ---------- | ---------- | ------- | ------- | ------- | ------- | ------ |
| Magnús Ólafsson       | 50 m stylem dowolnym     | 24.50      | 40.        | NQ      | NQ      | NQ      | NQ      | [ 9 ]  |
| Magnús Ólafsson       | 100 m stylem dowolnym    | 52.01      | 31.        | NQ      | NQ      | NQ      | NQ      | [ 9 ]  |
| Magnús Ólafsson       | 200 m stylem dowolnym    | 1:53.05    | 28.        | NQ      | NQ      | NQ      | NQ      | [ 9 ]  |
| Ragnar Guðmundsson    | 400 m stylem dowolnym    | 4:05.12    | 37.        | NQ      | NQ      | NQ      | NQ      | [ 10 ] |
| Ragnar Guðmundsson    | 1500 m stylem dowolnym   | 15:57.54   | 31.        | NQ      | NQ      | NQ      | NQ      | [ 10 ] |
| Eðvarð Þór Eðvarðsson | 100 m stylem grzbietowym | 57.70      | 17. QB     | 58.20   | 16.     | NQ      | NQ      | [ 11 ] |
| Eðvarð Þór Eðvarðsson | 200 m stylem grzbietowym | 2:05.61    | 24.        | NQ      | NQ      | NQ      | NQ      | [ 11 ] |
| Arnþór Ragnarsson     | 100 m stylem klasycznym  | 1:07.93    | 51.        | NQ      | NQ      | NQ      | NQ      | [ 12 ] |
| Arnþór Ragnarsson     | 200 m stylem klasycznym  | 2:27.93    | 43.        | NQ      | NQ      | NQ      | NQ      | [ 12 ] |
| Eðvarð Þór Eðvarðsson | 200 m stylem zmiennym    | 2:10.18    | 27.        | NQ      | NQ      | NQ      | NQ      | [ 11 ] |

#### Kobiety
| Zawodnik                 | Konkurencja              | Eliminacje | Eliminacje | Finał B | Finał B | Finał A | Finał A | Źródło |
| Zawodnik                 | Konkurencja              | Czas       | Pozycja    | Czas    | Pozycja | Czas    | Pozycja | Źródło |
| ------------------------ | ------------------------ | ---------- | ---------- | ------- | ------- | ------- | ------- | ------ |
| Bryndís Ólafsdóttir      | 50 m stylem dowolnym     | 28.38      | 37.        | NQ      | NQ      | NQ      | NQ      | [ 13 ] |
| Bryndís Ólafsdóttir      | 100 m stylem dowolnym    | 59.56      | 40.        | NQ      | NQ      | NQ      | NQ      | [ 13 ] |
| Bryndís Ólafsdóttir      | 200 m stylem dowolnym    | 2:07.11    | 32.        | NQ      | NQ      | NQ      | NQ      | [ 13 ] |
| Ragnheiður Runólfsdóttir | 100 m stylem grzbietowym | 1:13.01    | 23.        | NQ      | NQ      | NQ      | NQ      | [ 14 ] |
| Ragnheiður Runólfsdóttir | 200 m stylem grzbietowym | 2:39.10    | 27.        | NQ      | NQ      | NQ      | NQ      | [ 14 ] |
| Ragnheiður Runólfsdóttir | 200 m stylem zmiennym    | 2:22.65    | 24.        | NQ      | NQ      | NQ      | NQ      | [ 14 ] |

### Żeglarstwo
| Zawodnik                                 | Konkurencja |         | Wyścig | Wyścig | Wyścig | Wyścig | Wyścig | Wyścig | Wyścig | Wynik końcowy | Źródło |
| Zawodnik                                 | Konkurencja | 1       | 2      | 3      | 4      | 5      | 6      | 7      |        | Wynik końcowy | Źródło |
| ---------------------------------------- | ----------- | ------- | ------ | ------ | ------ | ------ | ------ | ------ | ------ | ------------- | ------ |
| Gunnlaugur Jónasson Ísleifur Friðriksson | Klasa 470   | Pozycja | 21.    | 17.    | 20.    | 15.    | DNF    | 21.    | 16.    | 22.           | [ 15 ] |
| Gunnlaugur Jónasson Ísleifur Friðriksson | Klasa 470   | Punkty  | 27 pkt | 23 pkt | 26 pkt | 21 pkt | 36 pkt | 27 pkt | 22 pkt | 146 pkt       | [ 15 ] |